# São José de Espinharas
São José de Espinharas is een gemeente in de Braziliaanse deelstaat Paraíba. De gemeente telt 5.045 inwoners (schatting 2009).